# Tibia recurvata
Die sehr seltene angeborene Tibia recurvata (lat. Crus valgum et recurvatum, engl. Posterior medial bowing of the tibia) stellt eine seltene Fehlstellung des Unterschenkels dar mit Rekurvation und Valgusstellung.
Im Gegensatz zum Crus varum et antecurvatum, welches häufig zur kongenitalen Tibiapseudarthrose führt und operativer Behandlung bedarf, hat die Tibia recurvata eine gute Prognose und bildet sich spontan weitgehend zurück.
Allerdings verbleiben in der Regel eine Beinverkürzung, eine Hackenfuß-Stellung sowie eventuelle Wachstumsretardierung des Unterschenkels.

## Ursachen
Die Ursache ist bislang nicht bekannt.

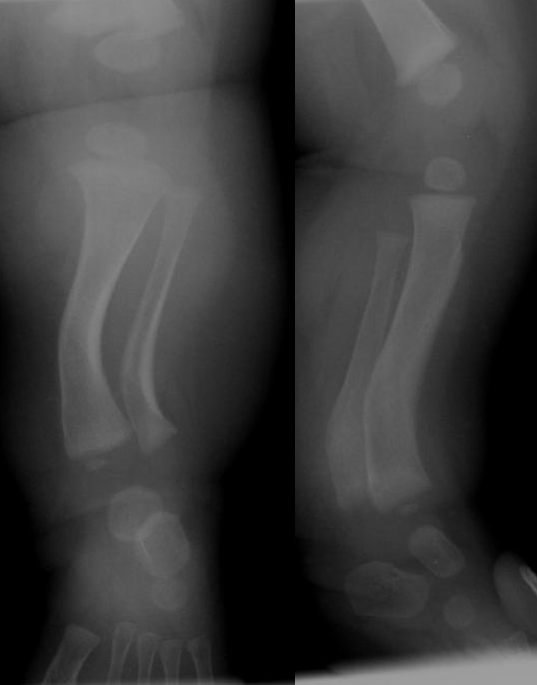
Tibia recurvata Crus valgum et recurvatum

## Diagnose
Leitsymptom ist die Rekurvation mit Valgusdeviation und (fakultativer) Beinverkürzung des Unterschenkels, die Diagnose wird mittels Röntgenbild gestellt.
Der Verlauf mit spontaner Ausgradung bestätigt die Diagnose.

## Behandlung
Eine primäre Behandlung ist aufgrund des Spontanverlaufes nicht erforderlich, die Beinlängendifferenz aufgrund des verkürzten Unterschenkels bedarf je nach Ausmaß einer operativen Korrektur, siehe dort.

## Geschichte
Die Erstbeschreibung stammt wohl aus dem Jahre 1862 durch George Murray Humphry (1820–1896) (zit. nach K. Lubschitz)